# Parade du rythme
Pour plus de détails, voir Fiche technique et Distribution.
Parade du rythme (titre original : I'll Get By) est un film américain en Technicolor réalisé par Richard Sale, sorti en 1950.

## Fiche technique
- Titre : I'll Get By
- Titre belge : Parade du rythme
- Réalisation : Richard Sale
- Scénario : Richard Sale, Helen Logan, Mary Loos, Robert Ellis et Pamela Harris
- Photographie : Charles G. Clarke
- musique : Cyril J. Mockridge (non crédité)
- Société de production : 20th Century Fox
- Pays de production : États-Unis
- Langue : Anglais
- Format : Couleur (Technicolor) - 1,37:1 - Mono
- Genre : Film musical
- Durée : 83 minutes
- Dates de sortie : 
  - États-Unis : 2 octobre 1950
  - Belgique : 13 janvier 1951 (Bruxelles)
  - France : 27 juillet 1951

## Distribution
- June Haver : Liza Martin
- William Lundigan : William Spencer
- Gloria DeHaven : Terry Martin
- Dennis Day : Freddy Lee
- Harry James : lui-même
- Thelma Ritter : Miss Murphy
- Steve Allen : Peter Pepper
- Harry Antrim : Mr. Olinville
- Jeanne Crain : dans son propre rôle